# وليام سترايكر
وليام سترايكر هو شرير خارق في مارفل كومكس من ابتكار كريس كليرمونت وبرينت أندرسون،ظهر لأول مرة في 1982.